# Dániel Gyurta
Dániel Gyurta (Budapest, 4 maggio 1989) è un ex nuotatore ungherese specializzato nei 200 metri rana, di cui è stato detentore del record mondiale in vasca lunga e vincitore dell'oro alle Olimpiadi 2012 e nelle edizioni 2009, 2011 e 2013 dei Campionati mondiali di nuoto.

## Carriera
Gyurta iniziò a cogliere successi in campo internazionale da giovanissimo, all'età di 15 anni, vincendo la medaglia d'argento nei 200 m rana ai Giochi Olimpici di Atene 2004.
Nel 2006 e nel 2007 il nuotatore ungherese si confermò specialista nella distanza aggiudicandosi la medaglia d'oro nei campionati europei in vasca corta disputati rispettivamente a Helsinki e Debrecen.
Alle Olimpiadi del 2008 a Pechino Gyurta stabilì il record olimpico ed europeo nei 200 rana nelle batterie, nuotando un tempo di 2'08"68. Il record fu battuto il giorno seguente da Kōsuke Kitajima durante le semifinali; in finale Gyurta non ripeté la prestazione di quattro anni prima, giungendo quinto.
Ai Campionati mondiali di nuoto 2009 a Roma il nuotatore magiaro conquistò il titolo mondiale nei 200 metri rana, battendo lo statunitense Eric Shanteau di appena un centesimo di secondo. A dicembre dello stesso anno Gyurta si aggiudicò il terzo titolo europeo in vasca corta con il tempo di 2'00"67, nuovo record mondiale oltre un secondo più veloce del precedente detenuto da Christian Sprenger.
Nel 2010 Gyurta conquistò il titolo europeo e l'argento ai Campionati mondiali di nuoto in vasca corta nella sua specialità.
Nel 2011 il nuotatore ungherese ripeté i successi del 2009, conquistando l'oro nei 200 metri rana ai campionati mondiali di Shanghai davanti al suo idolo Kitajima, vincendo poi la quarta medaglia d'oro, sempre nei 200 rana, ai campionati europei in vasca corta.
Gyurta continuò a dominare i 200 rana anche nei due anni seguenti, imponendosi alle Olimpiadi di Londra 2012 con il tempo di 2'07"28, nuovo record mondiale, e ai Campionati mondiali di nuoto 2013 con il tempo di 2'07"23.
Ha partecipato alla 51ª edizione del trofeo internazionale di Roma Settecolli, scendendo in vasca nei 100 rana dove, dopo essersi qualificato quinto nella sessione della mattina, si piazza secondo con il tempo di 1'00"32, dietro al lituano Giedrius Titenis che stampa un crono di 59"75, e nei 200 rana, gareggiando tuttavia solamente nelle batterie della mattina a causa dell'annullamento della competizione per condizioni climatiche avverse. 
Alle Olimpiadi di Rio de Janeiro 2016 non conferma gli ottimi risultati di Londra, venendo eliminato addirittura nelle batterie dei 200 rana.
Il 27 marzo 2018 annuncia tramite il proprio profilo Instagram il ritiro dalle competizioni a soli 28 anni.

## Palmarès
- Olimpiadi

Atene 2004: argento nei 200m rana.
Londra 2012: oro nei 200m rana.
- Mondiali

Roma 2009: oro nei 200m rana.
Shanghai 2011: oro nei 200m rana.
Barcellona 2013: oro nei 200m rana.
Kazan 2015: bronzo nei 200m rana.
- Mondiali in vasca corta:

Dubai 2010: argento nei 200m rana.
Istanbul 2012: oro nei 200m rana.
Doha 2014: oro nei 200m rana.
- Europei

Budapest 2010: oro nei 200m rana.
Debrecen 2012: oro nei 200m rana e bronzo nella 4x100m misti.
Berlino 2014: bronzo nella 4x100m misti.
- Europei in vasca corta

Helsinki 2006: oro nei 200m rana.
Debrecen 2007: oro nei 200m rana.
Istanbul 2009: oro nei 200m rana e argento nei 100m rana.
Stettino 2011: oro nei 200m rana.
Herning 2013: oro nei 100m rana e nei 200m rana.
Netanya 2015: argento nei 200m rana.
- Europei giovanili

Anversa 2007: oro nei 100m rana e nei 200m rana e bronzo nella 4x100m misti.

## Riconoscimenti
- European Swimmer of the Year: 2013